# سم ریچاردسون
سَـم ریچاردسون (انگلیسی: Sam Richardson؛ زادهٔ ۱۲ ژانویهٔ ۱۹۸۴) بازیگر، فیلم‌نامه‌نویس، تهیه‌کننده فیلم و کمدین اهل ایالات متحده آمریکا است. وی از سال ۲۰۰۷ میلادی تاکنون مشغول فعالیت بوده‌است.
از فیلم‌ها یا برنامه‌های تلویزیونی که وی در آن نقش داشته‌است، می‌توان به پسران خوب، زن جوان آتیه‌دار، ما خانواده میلر هستیم، رئیس‌های وحشتناک ۲، جاسوس، همسایه‌ها ۲: انجمن خواهری برمی‌خیزد، مایک و دیو همراه عروسی می‌خواهند، شکارچیان روح، مهمانی کریسمس اداره، خانه، بازی تمام شد مرد!، رالف اینترنت را خراب می‌کند، برقراری رابطه، پرورش شکست‌خورده، اداره، معاون رئیس‌جمهور، مسابقه لب‌خوانی، دختر جدید، آرچر، بوجک هورسمن، کونان، زیاد ذوق‌زده نشو، تد لاسو و جنگ فردا اشاره کرد.